# The Last Alarm

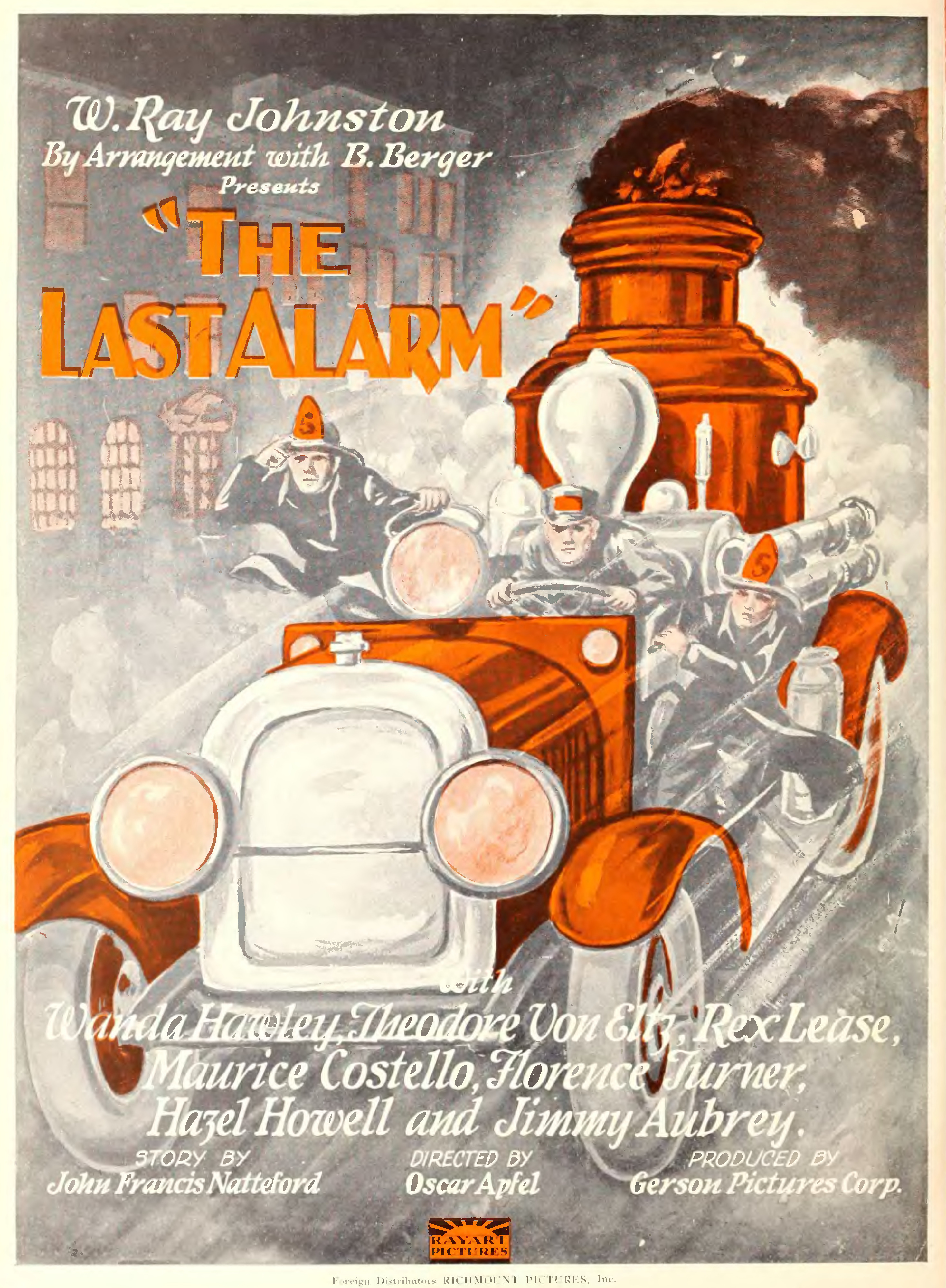
Affiche du film.

The Last Alarm est un film américain réalisé par Oscar Apfel et sorti en 1926.

## Synopsis
Tom et Joe, deux amis pompiers, sont amoureux chacun de la sœur de l'autre, mais aucun des deux n'est capable de supporter une femme.

## Fiche technique
- Réalisation : Oscar Apfel
- Scénario : Jack Natteford
- Producteur : W. Ray Johnston
- Production : Paul Gerson Pictures Corporation
- Distributeur : Rayart Pictures
- Durée : 60 minutes
- Date de sortie : juin 1926

## Distribution
- Rex Lease : Tom - un pompier
- Wanda Hawley : la fiancée de Tom
- Theodore von Eltz : Joe, ami de Tom, un pompier
- Hazel Howell : la fille du chef des pompiers
- Maurice Costello : le capitaine de la brigade,  père de Tom
- Florence Turner : la femme du propriétaire
- Jimmy Aubrey
- Oscar Apfel